# Marc Peeters
Marc Peeters (Duffel, 1953) is een Belgisch acteur.

## Biografie
Peeters' bekendste rol is die van Fred 'Fredje' Stevens in Spoed.
Peeters speelde gastrollen in Het Pleintje (ambtenaar burgerlijke stand), Heterdaad (Couvreur en Depauw), Terug naar Oosterdonk (Eddy), Windkracht 10 (brandweerman), Recht op Recht (meester Smets, meester Wouters en commandant Godrie), Aspe (Vincent Carron), Flikken (Yves Hasaert in 2001, Raf Mertens in 2004, Leon Verbist in 2009), De Kavijaks (rijkswachter), F.C. De Kampioenen (technicus in opnamestudio), Zone Stad (dolgedraaide schutter), Rupel (Gerrit D'Haese), Witse (Robert 'Bobby' Gils in 2004, Fernand Minne in 2006), En daarmee basta! (Roger), Mega Mindy (Rob Robot) en Alexander (dokter).
Hij speelde ook mee in de film Misstoestanden (2000) als Oscar Weyler. Hij was verder een van de coaches in het Belgische X Factor.
Tussen 2007 en 2009 speelde hij de terugkerende rol van politie-inspecteur Renaat Bosman in VTM-soap Familie. In 2013 was hij opnieuw kort te zien in de reeks.
In 2019 sprak Peeters voor de Vlaamse versie van de remake van De Leeuwenkoning de stem in van Mufasa.

## Televisie
- Transport (1983) - als arbeider
- Het Pleintje (1987) - als ambtenaar
- Commissaris Roos (1992) - als Rudy Wouters
- Familie (1992) - als arbeider Frans
- Familie (1992) - als Janssens
- Moeder, waarom leven wij? (1993) - als opzichter
- Niet voor publikatie (1995) - als producer
- Chez Bompa Lawijt (1995) - als Sis De Vis
- Heterdaad (1999) - als Depauw
- Terug naar Oosterdonk (1997) - als Eddy
- Windkracht 10 (1997) - als brandweerman
- Kongo (1997) - als Albert Lelong
- Diamant (1997) - als Schoeters
- Heterdaad (1999) - als couvreur
- Recht op Recht (1999) - als meester Smets
- W817 (2000) - als Beère
- Nonkel Jef (2000) - als chauffeur van oldtimer
- Liefde & geluk (2001) - als Marc
- Recht op Recht (2001) - als meester Wouters
- Flikken (2001) - als Yves Hasaert
- Recht op Recht (2002) - als commandant Godrie
- Alexander (2002) - als dokter
- Spoed (2002-2003) - als Fred 'Fredje' Stevens
- Flikken (2004) - als Raf Mertens
- Witse (2004) - als Robert 'Bobby' Gils
- Aspe (2004) - als Vincent Carron
- Bumba (2004-2014) - als verteller (stem)
- Matroesjka's (2005) - als agent
- F.C. De Kampioenen (2005) - als technicus
- Rupel (2005) - als Gerrit D'Haese
- Zone Stad (2005) - als dolgedraaide schutter
- De Kavijaks (2006) - als rijkswachter
- Witse (2006) - als Fernand Minne
- Mega Mindy (2007) - als Rob Robot
- Familie (2007-2009, 2013) - als inspecteur Renaat Bosman
- En daarmee Basta! (2008) - als Roger Carlisse
- Aspe (2008) - als commandant SIE
- Flikken (2009) - als Leon Verbist
- Goesting (2010) - als Johan Oris
- Zone Stad (2010) - als Willy Peeters
- Dubbelleven (2010)
- Witse (2010) - als Jos Hendrickx
- Vermist (2010) - als Ludo Rottiers
- Aspe (2012) - als Phillipe Cornu
- Danni Lowinski (2013) - als hoofdinspecteur Cosijns
- Vermist (2014)
- De Ridder (2014) - als Paul Temmerman
- Professor T. (2015) - als Casper Vervoort
- De Kotmadam (2016) - als Max
- Ghost Rockers (2016) - als Rayan Demirel
- Tabula Rasa (2017) - als boswachter
- Gent-West (2019) - als echtgenoot van Patsy
- De Bende van Jan de Lichte (2020) - als chevalier
- Onder Vuur (2021) - als campingbewoner
- Het verhaal van Vlaanderen (2023) - als Fernando Álvarez de Toledo

## Film
- De zwarte ruiter (1983) - als Wies
- De vlasschaard (1983) - als Ivo
- De leeuw van Vlaanderen (1984) - als Franse soldaat
- Wildschut (1985) - als autodief
- Het gezin van Paemel (1986) - als gewonde man
- Congo Express (1986) - als Roger
- De zoete smaak van goudlikeur (1988) - als Hervé
- ‘t Bolleken (1988) - als De Reu
- Boerenpsalm (1989) - als broer van Fien
- Morte Fontaine (1990) - als Berger
- Late zomer (1990) - als Joszef
- Beck - De gesloten kamer (1992) - als Colbert
- Daens (1992) - als Vandermeersch
- Ad Fundum (1993) - als agent Volders
- Dief! (1998) - als cipier
- Vergeten straat (1999) - als Vieze
- Misstoestanden (2000) - als Oscar Weyler
- De zaak Alzheimer (2003) - als Opdebeeck
- De zusjes Kriegel (2004) - als superintendant
- Ik laat U niet alleen (2007) - als Nikodemus
- De Sint danst de tango (2011) - als dakloze man
- 82 dagen in april (2013) - als Herman
- Brabançonne (2014) - als Fernand
- Urbanus: De vuilnisheld (2019)
- De Leeuwenkoning (2019) - als Mufasa (stem)
- Chip 'n Dale: Rescue Rangers (2022) - als Sweet Pete (stem)
- Lightyear (2022) - als commandant Burnside (stem)

## Trivia
- Peeters zou oorspronkelijk de rol van Balthazar Boma spelen in F.C. De Kampioenen